# 小鳞鲮
小鳞鲮（拉丁学名：Cirrhinus microlepis，一称小鳞鲠）是鲤科鲮属的一种鱼类。生活在淡水中，分布于泰国、老挝、柬埔寨及越南，如可见于湄公河及昭拍耶河流域中。
其种加词“microlepis”意为“细鳞的”。

## 形态
成鱼可长至40-90厘米。背部有软鳍15-16枚，区分特征是侧线鳞数为53-60枚。

## 保护与养殖
小鳞鲮常被作为垂钓鱼及食用鱼，当地市场上常将其放在鱼笼中出售，除鲜品外，还常出售盐渍者或干鱼。目前为保护其种群作出的努力有保存其鱼精、尝试养殖等等。